# Ram Ramirez
Roger „Ram“ Ramirez (* als Roger Amares am 15. September 1913 in San Juan (Puerto Rico); † 13. Januar 1994) war ein US-amerikanischer Jazz-Pianist und Komponist des Swing. Gemeinsam mit Jimmy Davis komponierte er den Jazz-Standard Lover Man.

## Leben und Wirken
1920 wanderte er in die USA ein. Zu Beginn seiner Karriere spielte Ramirez 1933 bei den Louisiana Stompers, den Spirits of Rhythm sowie Monette Moore.
1934 arbeitete er bei Rex Stewart, 1936 bei Willie Bryant und ging 1937/38 mit Bobby Martin in Europa auf Tournee. Danach arbeitete er im Orchester von Ella Fitzgerald, bei Ike Quebec, bei dem er an den Titeln She’s Funny That Way, Tiny’s Exercises, Blue Harlem, Mad About You, Facin' The Face (1944) beteiligt war. Später spielte er bei John Kirby und verschiedenen kleineren Formationen in New York und begleitete Helen Humes. 1946 nahm er in Trio-Besetzung (mit Jimmy Shirley und Al Hall) Ellingtons Kompositionen Prelude to a Kiss, Sophisticated Lady und Dancers In Love auf. Ab 1953 wandte er sich der Orgel zu. In den 1960er Jahren tourte er mit T-Bone Walker (auch in Europa) und in den 1970ern mit der Harlem Blues and Jazz Band; ferner trat er in Clubs wie dem West End Cafe auf. 1981 trat er während des Kool Jazz Festivals in der Carnegie Hall auf.
Seine mit Jimmy Davis und Jimmy Sherman geschriebene Komposition Lover Man (1944) machte u. a. Billie Holiday zu einem Jazzstandard.

## Auswahldiskografie
- Ram Ramirez: Live in Harlem (Black & Blue, 1960) mit Ronnie Coles
- Putney Dandridge: 1935–1936 (Classics)
- The Duke’s Men – Small Groups, Vol. 1 (Columbia, 1934–38)
- Ella Fitzgerald: 1939–1940 (Classics)
- Helen Humes: 1945–1946 (Classics)
- John Kirby: 1945–1946 (Classics)
- Ike Quebec: 1944–1946 (Classics), The Blue Note Swingtets (Blue Note, 1944)
- Rex Stewart: 1934–1946 (Classics)
- Annie Ross & King Pleasure: Sings (OJC, 1952, 1953)

## Sammlung
- The Complete Master Jazz Piano Series mit Earl Hines, Claude Hopkins, Cliff Jackson, Keith Dunham, Sonny White, Jay McShann, Teddy Wilson, Cliff Smalls, Sir Charles Thompson, Gloria Hearn & Ram Ramirez (1969–1974). Mosaic, 1990  6 LPs oder 4 CDs